# MK航空
MK航空（英語：MK Airlines）是迦納一家已結業的航空公司，營運於1990年至2010年間，提供來往非洲的航運服務，其行號「MK」源自创始人迈克尔·克鲁格（Michael C. Kruger）的姓名縮寫。該公司以南非约翰内斯堡的奥利弗·坦博国际机场作為其非洲樞紐，並在歐洲部分城市設立貨運航點（包括奧斯坦德-布魯日國際機場、蓋威克機場、肯特國際機場及盧森堡-芬德爾國際機場）。2006年，該公司在英國重新註冊，並以東薩塞克斯郡為新總部。

## 歷史

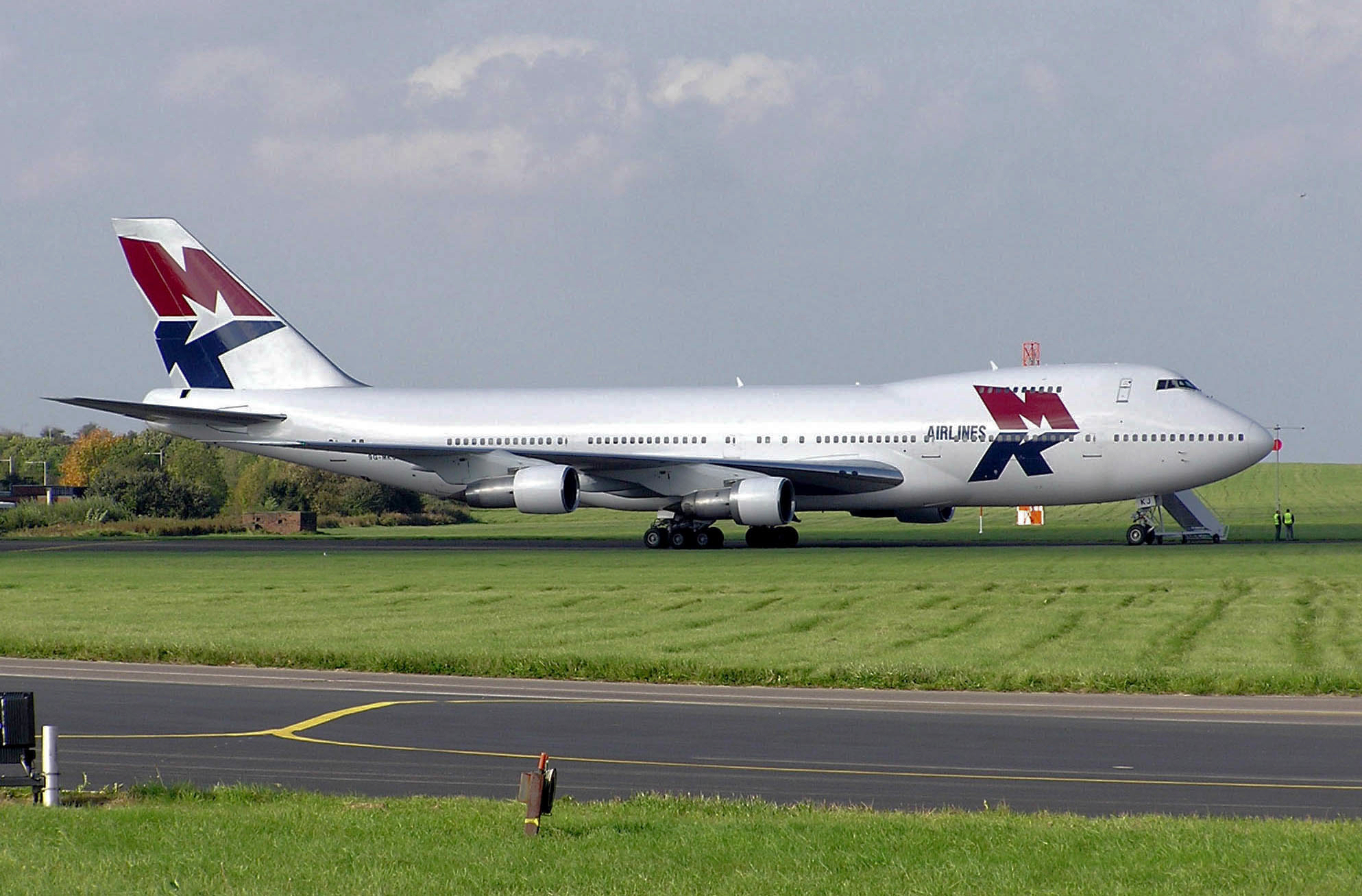
停泊在布里斯托費爾頓機場的一架MK航空波音747-200客機（攝於2004年10月10日）。

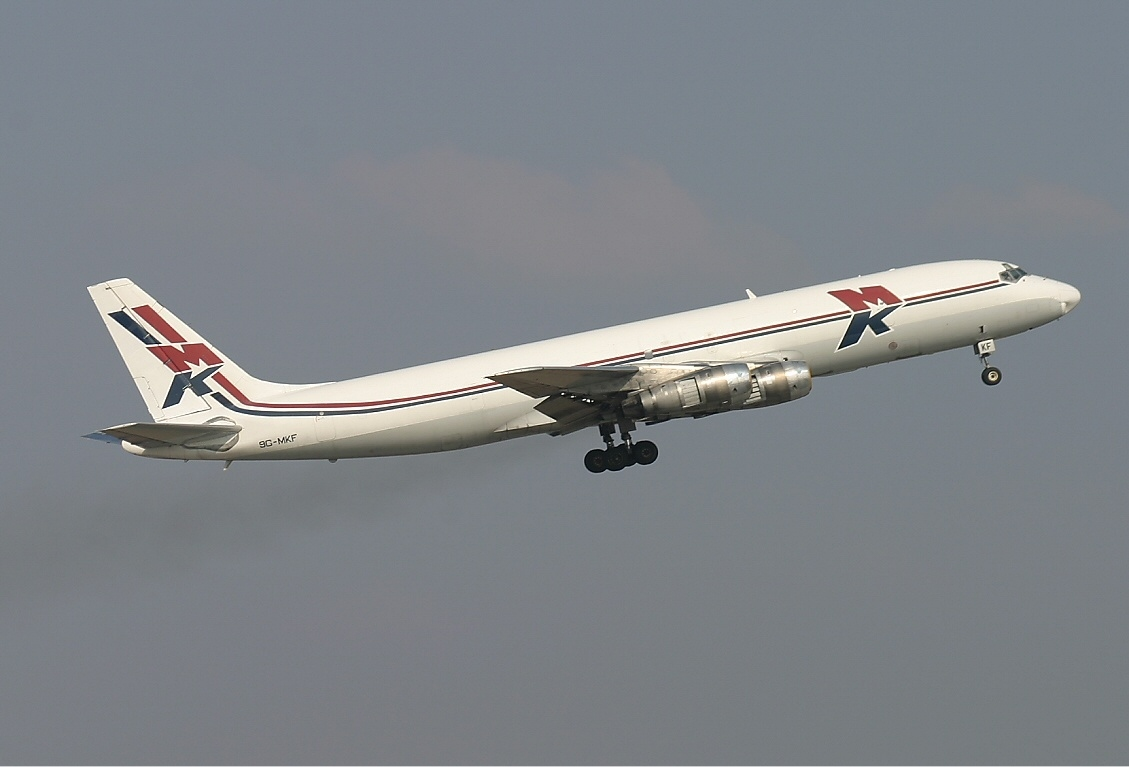
剛從布拉格機場起飛的一架MK航空道格拉斯DC-8客機（攝於2004年3月11日）。

MK航空由麥可·克魯格（Michael Kruger）於1990年創辦，時名（取自本名首字母），註冊地點和總部均在迦納，並隨後建立了來往於迦納阿克拉科托卡國際機場與英國倫敦蓋威克機場之間的航線，採用DC-8貨機來營運。1993年，公司改名為。1995年至1996年間，公司總部改設尼日利亞。1999年起，公司開始陸續購入波音747-200貨機。
2004年10月14日，一架MK航空1602號班機在哈利法克斯羅伯特·洛恩·斯坦菲爾德國際機場起飛前往西班牙薩拉戈薩時，客機無法起飛並衝出跑道，引致機身起火，最終無人生還。事後調查發現，該意外是由於機組人員使用錯誤的起飛重量計算起飛推力所導致的。
2006年9月，MK航空取得英國民航局發出的航空营运许可证，2007年11月，宣佈計劃把公司更名為「英國全球航空」（British Global），航空代碼亦而改為，但在2008年3月，計劃被無限期擱置。
由於財政問題，MK航空所有航班在2008年6月10日起終止，公司被接管。MK航空獲得貝爾弗爾斯集團（Belfairs Group）注資，並可能最快在6月20日恢復營運。航空公司進行重組後，最快可能在6月24日脫離接管。
在航空公司仍然面對沈重的經濟壓力下，終在2010年4月9日再度終止營運，並在當日放棄营运许可证。之後航空公司以「岩漿航空」（Magma Aviation）名義提供非航空的物流服務，直至年底才正式終止。

## 機隊

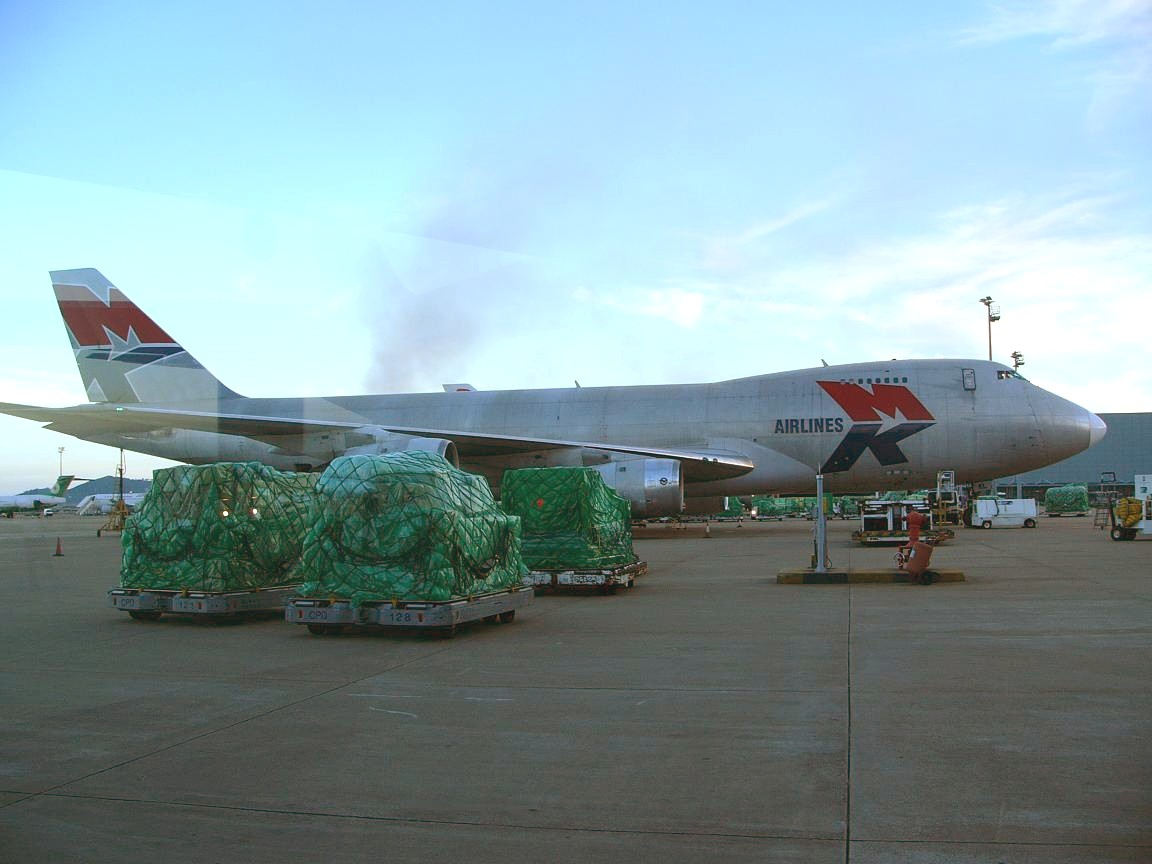
停泊在澳門國際機場的一架MK航空波音747-200F客機。

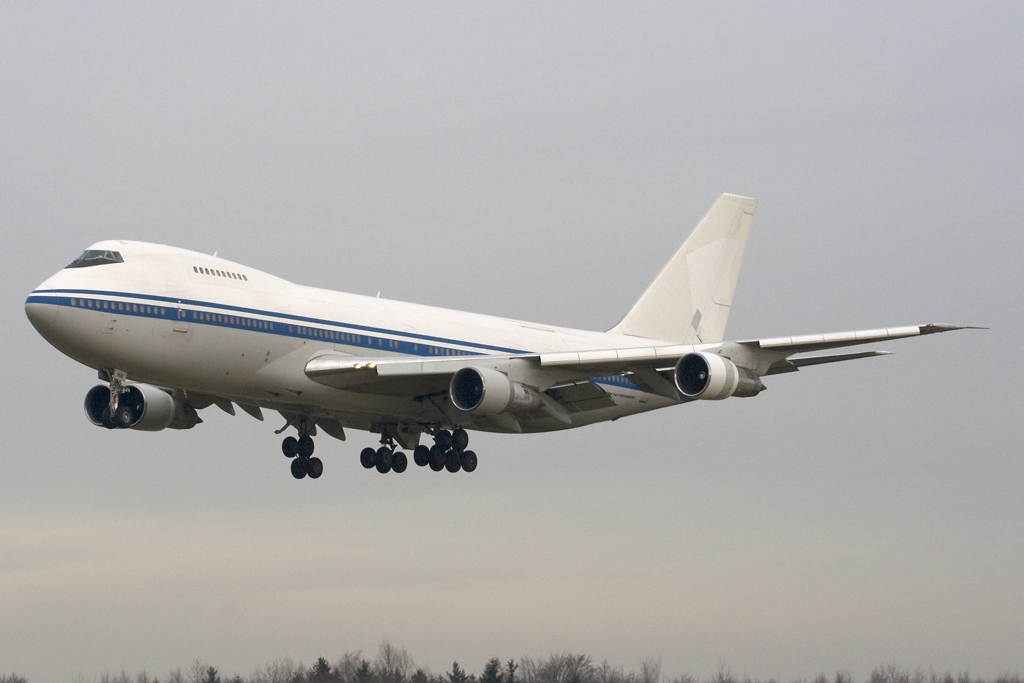
於盧森堡起飛（原屬於中國國際航空、尚未變更塗裝）的一架MK航空波音747-2J6B(SF)客機。

MK航空曾營運的機隊如下：
- 波音727-200
- 波音747-200F
- 道格拉斯DC-8
- HS748